# هاينريش كورنيليوس أجريبا
هاينريش كورنيليوس أجريبا (Heinrich Cornelius Agrippa) (1486 – 1535) هو مؤلف ألماني وله إسهامات في مجالات مختلفة مثل الطب والقانون بالإضافة إلى التنجيم الذي يشتهر به، خاصةً مجموعة الدراسات المعنونة باسم ثلاث كتب في فلسفة السحر (بالألمانية: De Occulta Philosophia libri III).

## روابط خارجية
- هاينريش كورنيليوس أجريبا على موقع الموسوعة البريطانية (الإنجليزية)
- هاينريش كورنيليوس أجريبا على موقع إن إن دي بي (الإنجليزية)